# Pływanie na Letnich Igrzyskach Olimpijskich 2008 – 4 × 200 m stylem dowolnym mężczyzn
4 x 200 m stylem dowolnym mężczyzn – jedna z konkurencji pływackich, które odbyły się podczas XXIX Igrzysk Olimpijskich. Eliminacje miały miejsce 12 sierpnia, a finał konkurencji 13 sierpnia. Wszystkie etapy konkurencji przeprowadzone zostały na Pływalni Olimpijskiej w Pekinie.
Reprezentacja Stanów Zjednoczonych obroniła tytuł mistrzów olimpijskich sprzed czterech lat i w finale pobiła rekord świata z czasem 6:58,56. Ze stratą ponad pięciu sekund srebrny medal wywalczyli Rosjanie, którzy ustanowili nowy rekord Europy (7:03,70). Na trzecim miejscu uplasowali się reprezentanci Australii, uzyskawszy czas 7:04,98. 
Wcześniej, w trakcie eliminacji, Amerykanie z czasem 7:04,66 poprawili rekord olimpijski ustanowiony przez Australijczyków na igrzyskach olimpijskich w Sydney.

## Terminarz
Wszystkie godziny podane są w czasie chińskim (UTC+08:00) oraz polskim (CEST).
| Data             | Godzina rozpoczęcia | Godzina rozpoczęcia |            |
| Data             | UTC+08:00           | CEST                |            |
| ---------------- | ------------------- | ------------------- | ---------- |
| 12 sierpnia 2008 | 19:54               | 13:54               | Eliminacje |
| 13 sierpnia 2008 | 11:19               | 05:19               | Finał      |

## Rekordy
Przed zawodami rekord świata i rekord olimpijski wyglądały następująco:
| Rekord            | Reprezentacja | Czas    | Miejsce   | Data             |
| ----------------- | --- | ------- | --------- | ---------------- |
| Rekord świata     | Stany Zjednoczone · Michael Phelps (1:45,36) · Ryan Lochte (1:45,86) · Klete Keller (1:46,31) · Peter Vanderkaay (1:45,71) | 7:03,24 | Melbourne | 30 marca 2007    |
| Rekord olimpijski | Australia · Ian Thorpe (1:46,03) · Michael Klim (1:46,40) · Todd Pearson (1:47,36) · Bill Kirby (1:47,26)                  | 7:07,05 | Sydney    | 19 września 2000 |

W trakcie zawodów ustanowiono następujące rekordy:
| Data        | Etap konkurencji | Reprezentacja | Czas    | Rekord |
| ----------- | ---------------- | --- | ------- | ------ |
| 12 sierpnia | eliminacje       | Stany Zjednoczone · David Walters (1:46,57) · Ricky Berens (1:45,47) · Erik Vendt (1:47,11) · Klete Keller (1:45,51)       | 7:04,66 | OR     |
| 13 sierpnia | finał            | Stany Zjednoczone · Michael Phelps (1:43,31) · Ryan Lochte (1:44,28) · Ricky Berens (1:46,29) · Peter Vanderkaay (1:44,68) | 6:58,56 | ,      |

## Wyniki

### Eliminacje
| Miejsce | Wyścig | Tor | Państwo           | Zawodnik | Czas    | Uwagi |
| ------- | ------ | --- | ----------------- | --- | ------- | ----- |
| 1.      | 2      | 4   | Stany Zjednoczone | David Walters (1:46,57) Ricky Berens (1:45,47) Erik Vendt (1:47,11) Klete Keller (1:45,51)                    | 7:04,66 | Q,    |
| 2.      | 1      | 4   | Włochy            | Nicola Cassio (1:48,76) Marco Belotti (1:45,82) Emiliano Brembilla (1:46,46) Massimiliano Rosolino (1:46,80)  | 7:07,84 | Q,    |
| 3.      | 1      | 6   | Rosja             | Michaił Poliszczuk (1:48,54) Daniła Izotow (1:47,24) Nikita Łobincew (1:46,84) Aleksandr Suchorukow (1:45,24) | 7:07,86 | Q     |
| 4.      | 2      | 3   | Wielka Brytania   | David Carry (1:46,47) · Andrew Hunter (1:46,88) · Ross Davenport (1:47,15) · Robert Renwick (1:47,39)         | 7:07,89 | Q,    |
| 5.      | 1      | 5   | Kanada            | Brian Johns (1:47,44) Rick Say (1:47,24) Adam Sioui (1:47,05) Andrew Hurd (1:46,31)                           | 7:08,04 | Q     |
| 6.      | 2      | 5   | Australia         | Nic Ffrost (1:47,47) Grant Brits (1:46,84) Kirk Palmer (1:47,02) Leith Brodie (1:47,08)                       | 7:08,41 | Q     |
| 7.      | 1      | 7   | Japonia           | Yoshihiro Okumura (1:47,19) Sho Uchida (1:46,59) Yasunori Mononobe (1:47,29) Hisato Matsumoto (1:48,05)       | 7:09,12 | Q,    |
| 8.      | 2      | 2   | Południowa Afryka | Jean Basson (1:45,99) Darian Townsend (1:46,14) Jan Venter (1:48,32) Sebastien Rousseau (1:50,46)             | 7:10,91 | Q,    |
| 9.      | 2      | 6   | Austria           | Dominik Koll (1:47,72) · David Brandl (1:46,45) · Florian Janistyn (1:50,48) · Markus Rogan (1:46,80)         | 7:11,45 |       |
| 10.     | 1      | 2   | Chiny             | Zhang Lin (1:46,13) Zhang Enjian (1:49,31) Sun Yang (1:48,73) Shi Haoran (1:49,40)                            | 7:13,57 |       |
| 10      | 1      | 8   | Francja           | Clément Lefert (1:48,34) Sébastien Bodet (1:49,47) Matthieu Madelaine (1:49,87) Amaury Leveaux (1:45,89)      | 7:13,57 |       |
| 12.     | 1      | 1   | Niemcy            | Paul Biedermann (1:47,48) Benjamin Starke (1:48,51) Christian Kubusch (1:49,28) Stefan Herbst (1:48,65)       | 7:13,92 |       |
| 13.     | 2      | 1   | Węgry             | Gergő Kis (1:47,39) Tamás Kerékjártó (1:49,09) Dominik Kozma (1:49,26) Norbert Kovács (1:48,40)               | 7:14,14 |       |
| 14.     | 2      | 7   | Polska            | Łukasz Gąsior (1:49,43) Łukasz Wójt (1:48,54) Michał Rokicki (1:51,14) Przemysław Stańczyk (1:48,98)          | 7:18,09 |       |
| 15.     | 2      | 8   | Grecja            | Andreas Zisimos (1:49,05) Nikos Xylouris (1:49,53) Ioannis Giannoulis (1:48,96) Vasileios Demetis (1:50,72)   | 7:18,26 |       |
| 16.     | 1      | 3   | Brazylia          | Nicolas Oliveira (1:49,49) Rodrigo Castro (1:48,31) Phillip Morrison (1:49,35) Lucas Salatta (1:52,39)        | 7:19,54 |       |

### Finał
| Miejsce | Tor | Państwo           | Zawodnik | Czas    | Strata | Uwagi |
| ------- | --- | ----------------- | --- | ------- | ------ | ----- |
| 1. !    | 4   | Stany Zjednoczone | Michael Phelps (1:43,31) Ryan Lochte (1:44,28) Ricky Berens (1:46,29) Peter Vanderkaay (1:44,68)               | 6:58,56 |        | ,     |
| 2. !    | 3   | Rosja             | Nikita Łobincew (1:46,64) Jewgienij Łagunow (1:46,56) Daniła Izotow (1:45,86) Aleksandr Suchorukow (1:44,65)   | 7:03,70 | 5,14   | ER    |
| 3. !    | 7   | Australia         | Patrick Murphy (1:45,95) Grant Hackett (1:45,87) Grant Brits (1:47,13) Nic Ffrost (1:46,03)                    | 7:04,98 | 6,42   |       |
| 4.      | 5   | Włochy            | Marco Belotti (1:47,37) Emiliano Brembilla (1:47,33) Massimiliano Rosolino (1:46,53) Filippo Magnini (1:44,12) | 7:05,35 | 6,79   | NR    |
| 5.      | 2   | Kanada            | Colin Russell (1:46,89) Brian Johns (1:47,61) Brent Hayden (1:44,42) Andrew Hurd (1:46,85)                     | 7:05,77 | 7,21   | NR    |
| 6.      | 6   | Wielka Brytania   | David Carry (1:46,78) Andrew Hunter (1:46,73) Robbie Renwick (1:46,16) Ross Davenport (1:46,25)                | 7:05,92 | 7,36   | NR    |
| 7.      | 1   | Japonia           | Yoshihiro Okumura (1:46,61) Sho Uchida (1:47,36) Yasunori Mononobe (1:47,72) Hisato Matsumoto (1:48,62)        | 7:10,31 | 11,75  |       |
| 8.      | 8   | Południowa Afryka | Jean Basson (1:46,67) Darian Townsend (1:47,24) Jan Venter (1:49,56) Sebastien Rousseau (1:49,55)              | 7:13,02 | 14,46  |       |